# Achille Chéreau
Pour les articles homonymes, voir Chéreau.
Achille Chéreau, né le 23 août 1817 à Bar-sur-Seine et mort le 17 janvier 1885 à Paris. Il était un médecin et biographe français.

## Biographie
Achille Chéreau est né le 23 aout 1817 à Bar-sur-Seine. Originaire d’une famille qui comptait plusieurs médecins et où son père avait été chirurgien-major des armées, il se fit recevoir docteur en médecine à Paris, le 9 août 1841. Il s’occupa d’abord des maladies des ovaires et publia sur ce sujet et sur l’opération césarienne (1844-1852) quelques mémoires.
Son gout pour les recherches historiques l’entrainait, cependant, plus souvent aux Archives, à la Bibliothèque nationale, ou à la Bibliothèque de la Faculté qu’à l’hôpital. En 1848, l’Académie de médecine lui décerna le prix Civrieux pour un mémoire sur le suicide. Il publia de très nombreux articles médico-historiques dans l’Union médicale, récola de riches matériaux pour une Histoire de l’ancienne faculté de médecine, pour l’Histoire des médecins des rois de France et pour une nouvelle édition des Lettres de Guy Patin, écrivain atrabilaire dont il avait retrouvé un assez grand nombre inédites, et pour qui il professait une sorte de culte.
Chéreau avait été nommé membre associé de l’Académie de médecine en 1876 et bibliothécaire de la Faculté le 1er janvier 1877. Il nourrissait également un gout assez prononcé pour les sciences naturelles, matière en laquelle il était passé maitre. Son grand bonheur était de passer le dimanche dans les champs, à la recherche des insectes dont il était collectionneur passionné. Il avait accumulé depuis longtemps des matériaux pour un mémoire sur l’histoire des fourmis que sa mort a laissé inachevé. Il était chevalier de la Légion d’honneur depuis le 15 octobre 1871.
Il meurt le 17 janvier 1885 à Paris.

## Publications
Parmi ses nombreux écrits, on cite ses Essais sur les origines du journalisme médical français, La Vérité sur la mort de J.-J. Rousseau, un autre sur Guillotin et la guillotine, un autre sur les Louise Bourgeois, dite Boursier, sage-femme de la reine Marie de Médicis, un très grand nombre de biographies de grands médecins dans le Dictionnaire encyclopédique des sciences médicales, le Parnasse médical français, in-12, 1874, des Esquisses biographiques sur Laennec, sur Bichat. Le travail qu’il publia en 1882 sur Michel Servet et l’histoire de la circulation du sang, lui attira quelques contradicteurs.